# 輔仁大學更名爭議
辅仁大学更名争议，是2013年5月21日起始于辅大新闻网的新闻事件。由于辅仁大学官方最初仅视为校内事务，且说明、应对不够周全，致使事件成为公关危机，受到校内、社会各方的广泛批评。

## 经过
- 2013年5月21日：辅大新闻网宣布私立辅仁大学更名为“辅仁大学学校财团法人辅仁大学”，新校名将使用于公文、毕业证书和学生证。由于新校名全称长达14个字，且极其拗口，故一公布就引起争议声浪。[1]

- 5月22日，在校生涌入辅仁大学“爱校建言”网页表达抗议，至24日已成立近40个投诉案件。[2]

- 5月23日：
  - 辅大公共事务室发表声明，回应各方的质疑和抗议[3]。
  - 校内外相关网頁涌現“还我‘天主教辅仁大学’” 的刷屏信息。
  - 《苹果日报》、《自由时报》、台视新闻、ETtoday 东森新闻云等主流媒体相继报道。
  - 批踢踢第一大板“Gossiping 八卦”爆发讨论热潮。
  - 辅大继3月的教宗方济各就职大典后，半年内二度成为台湾社会的注目焦点。

- 5月24日：
  - 辅大首页增设“辅仁大学更名之相关说明”的图标按钮，提供一个长达3页的PDF文档，用以向各方辟谣[4]。
  - 《联合报》、《中国时报》与其他台湾电子传媒相继报道。
  - 辅大学聊会 （页面存档备份，存于）发表声明稿，对校方提出7点要求[5]。
  - 辅大新闻网公布校方回应，但对学聊会声明之第4、5、7点未作说明[6]：
    - 2014年起，学生证仍维持“辅仁大学校园卡”旧称。
    - 承上，但毕业证书将会使用“辅仁大学学校财团法人辅仁大学”这一全称。

## 各方反应

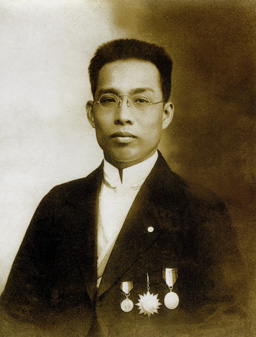
「辅仁」校名已使用100年，图为第二任校長陈垣

### 辅大人（即辅大学生、校友）
多数认为：
- 辅大历史悠久、声誉卓著，贸然更名极其不妥。
- 新校名过于冗长，导致辨识度下降。
- 校方在更名时不应该不考虑学生、校友的感受而独断专行。
- 校方应详细解释更名的必要性，而非仅仅以“希望同学了解更名的缘由”这样空洞的话来敷衍了事。
- 明年全面更名有违“信赖保护原则”，因为在校生从未向“辅仁大学学校财团法人辅仁大学”这一全称申请入学。
- 毕业证书使用“财团法人”字眼观感不佳，引起学生恐慌。
- 建议使用“‘辅仁’学校财团法人辅仁大学”、“‘天主教辅大’学校财团法人辅仁大学”或“‘天主教会’学校财团法人辅仁大学”等名称，避免“辅仁大学”重复两次。其他依法更名的学校，如慈济和长庚，并未在全称上重复两次“慈济大学”或“长庚大学”，仅重复了“长庚”或“慈济”两字。
- 移除「天主教」字眼恐怕会动摇辅大你为「罗马教廷直属」之地位。

### 社会
- 前行政院发言人胡幼伟在个人脸书批评道：

|  | 一所大學的名稱變得這麼長，實在非常奇怪。 輔大當然是一所大學，校名中再出現學校二字，便是贅詞。...（中略） 我雖不是輔大校友，但卻願為此事發聲。因為，此事實在非常嚴重。 教育部主管全國語文教學品質，怎能讓一所大學的校名搞成中文語法上的笑話與怪物？ ...（中略）把輔大校名弄成這樣，豈不是要讓國際學術界笑到中風的程度？ 蔣偉寧部長是很有國際視野的學者，他知道此事嗎？教宗恐怕也不會同意我們的教育部把輔大校名改成這樣吧！...（中略） 請問，如果教育部的正式名稱改成【教育部部會行政法人教育部】，這樣能聽嗎？ |

- 知名插画家辅大猴 （页面存档备份，存于）（辅大校友）在官方脸书公布的一幅绘图中，将“辅大猴”改成了“辅仁大学字校财团法人辅仁大学猴”[8]。

- 辅大食品科学系的特产“辅大冰淇淋”被Youtube影片戏称为“辅仁大学字校财团法人辅仁大学冰淇淋”[9]。

- 有质疑者指出，新校名存在逻辑错误，类似于Excel中的“循环参照”，即名称中重复包含了自身，显得冗长且不合理。此外，商家在开具“二联式发票抬头”时也将面临困难，因为新校名过长，不易于在发票上清晰、简洁地填写[10]。

- 批踢踢网友热评更名事件，诸如[11]：

- - roea68roea68:為什麼要用"輔仁大學"把名子包起來 感覺像中二ID
  - cul287:以為雙核心就比較威嗎?′_ >`
  - tks9527:這是標準的作文阿 前後呼應
  - silentence:你好,我從輔仁大學學校財團法人輔仁大學畢業 搞笑嗎XD
  - sheepxo:裡面的輔仁大學再套上全名...這樣會一直遞迴不完......
  - missile:輔仁的2次方 輔輔仁仁
  - abian:校長：啊 完成度真高啊

#### 恶搞戏谑
- 许多网友认为“辅仁大学学校财团法人辅仁大学”的文法就像漫画《银魂》的虚构兵器「新阿姆斯特朗炫风喷射阿姆斯特朗炮」（日文：ネオアームストロングサイクロンジェットアームストロング砲）一样恶搞。
- 由于“辅仁大学”重复两次，许多人便引用ACG“因为很重要，所以要说两次”加以嘲讽。
- “只有包龙星可以一口气念完辅大的新全称。”
- 张贴慈禧太后的全衔兩相对照：“慈禧端佑康颐昭豫庄诚寿恭钦献崇熙圣母皇太后”。
- 据此衍生出了更多超长校名创作：

- - 「輔仁大學學校財團法人法團財校學學大仁輔」
  - 「天主教輔仁大學請叫我輔仁大學也可以是輔仁大學統稱輔仁大學謝謝就是輔仁大學」
  - 「中華民國教育部核准私立天主教輔仁國際大學學校財團法人輔仁大學」
  - 「輔仁大學阿姆斯特朗旋風噴射阿姆斯特朗砲輔仁大學」

- 巨齿也衍生出了更多简称：

- - 「輔輔大」
  - 「輔仁大學大學」
  - 輔大猴變成「輔大輔大猴」
  - 輔大站變成「輔仁大學學校財團法人輔仁大學站」

## 争议成因
尽管辅大并非第一个“法人更名”的大学，且全衔并非最长，但刚宣布更名就引起轩然大波，这有其客观原因。
- 辅大属台湾一流私立大学[13]，辩识度高，校名认同感强，因此更名敏感性较高：
  - 辅大历年世界大学排名，皆被评为全台前8%。学门规模为全台第3[註 1]。
  - 辅大人举足轻重，注册学生人数、维基百科收录校友皆为全台第3[14]。（至101学年度）
- 辅大「大学品牌力」位居全台第7，毕业证书更名易引发学生疑虑[15]。
- 辅大具有直属罗马教廷，[16][17][18]同屬外交主體，[註 2]享有国际影响力。对于台湾外交、台湾高等教育皆相当重要。[23]

## 争议澄清
校方于5月23日、5月24日陆续发表声明稿澄清争议，汇总并补充如下：

### 「学校法人」的由來
1. 依法，辅仁大学没有更名，而是辅大的法人更名（财团法人私立辅仁大学→辅仁大学学校财团法人）。
2. 依法，辅大圣心三校合并为“辅仁大学学校财团法人”，并已经教育部101.5.28台高(四)字第1010096457号函同意。
3. 依法，因已非“一法人一学校”，不适用“财团法人私立辅仁大学”原名，故修正为“学校财团法人”。
4. 因本法人以“辅仁大学”为主体，故曰“辅仁大学学校财团法人”，所设学校全称分别为：
  1. 辅仁大学学校财团法人辅仁大学
  2. 辅仁大学学校财团法人基隆市辅大圣心高级中学
  3. 辅仁大学学校财团法人基隆市辅大圣心国民小学

### “财团法人”非“财团”
1. 依法，全国私立学校皆为“财团法人”。
2. 依法，辅仁大学旧全称为“财团法人私立辅仁大学”，“财团法人”并非后来多加。
3. 依法，财团法人为“公益性质”法人组织，并非望文生义的“学店”，以讹传讹无异于“便当文事件”[24]。

### 毕业证书
1. 毕业证书原校名“私立辅仁大学”，2014年将改为“辅仁大学学校财团法人辅仁大学”。
2. “辅仁大学”、“天主教辅仁大学”仍是通称，法人更名不影响辅大是天主教大学的事实。

### “大学法人化”政策
1. “大学法人化”为中华民国教育部既定政策，本法人全称过长，系因政府法令所致。
2. 私立大学因法人化更名已有前例，比如“慈济学校财团法人慈济大学”。
3. 长全称非辅大首创。比如哈佛大学的正式注册校名为“哈佛学院的校长与教职员”[25]。

## 更名的法源依据
1974年，政府颁布《私立学校法》。旧法第2条原本仅规定，除若干特定学校（如军校、警校、师范学院等）外，其他学校均可由私人申请设立。后来，该法第2条第1项在2007年12月18日经过修订，现行条文要求私立学校必须归属于学校财团法人：
|  | 各級、各類私立學校之設立，除法律另有規定外，應由學校財團法人（以下簡稱學校法人）申請之 。 |

旧法第5条或第6条（1974年11月5日制定公布时为第5条；1997年5月31日修法时移列为第6条）原本仅规定，私立学校名称须表现出学校之类别、等级，并冠以“私立”二字。後然而，经过2007年12月18日的修订，现行条文移除了必须冠以“私立”二字的规定，但同时新增了学校名称须表示所属学校法人的要求。

现行法第5条则具体规定了学校名称的相关要求，即需体现学校法人的信息：
|  | 私立學校之名稱，應明確表示學校之類別、等級及所屬學校法人。 |

2009年4月21日，教育部修正《私立学校法施行细则》，其第4条规定
|  | 本法第五條所定私立學校名稱之表示，應先冠以所屬學校法人名稱，再表示學校類別、等級。 |

教育部根据《私立学校法》第5条及该法施行细则第4条，于2009年8月19日颁布了《学校财团法人及所设私立学校命名原则》。其中，第2条明确规定了命名原則：
|  | 二、學校財團法人及所設私立學校命名原則如下： (一)學校財團法人名稱：「○○學校財團法人」。 (二)學校財團法人及所設私立學校名稱： １、一般大學： 「○○學校財團法人○○大學」、「○○學校財團法人○○學院」。 |

## 媒体报道列表
电子媒体
- 輔大改名14個字 學生臉書串聯抗議 （页面存档备份，存于），中天新聞台
- 輔大改名長達14字 （页面存档备份，存于），壹电视

苹果日报
- 輔大明年「易名」　全唸完「14個字」 （页面存档备份，存于）
- 非專門宗教研修　輔大改名無「天主教」 （页面存档备份，存于）
- 「輔大改名」很嚴重　胡幼偉轟：「國際笑到中風」 （页面存档备份，存于）
- 輔大易名「繞口令」惹議　原來是「教育部規定」 （页面存档备份，存于）

自由时报
- 輔仁大學新校名惹議 遭批像「學店」
- 輔大更名「輔仁大學學校財團法人輔仁大學」
- 改校名 校友、學生反應兩極化

中国时报
- 輔大更名？學生po文表不滿

ETtoday 东森新闻云
- 輔仁大學新校名　「輔仁大學學校財團法人輔仁大學」 （页面存档备份，存于）
- 輔仁大學學校財團法人輔仁大學！　輔大新名遭轟鬼打牆 （页面存档备份，存于）
- 輔大改名國際學術界笑到中風　胡幼偉：教宗恐也不同意 （页面存档备份，存于）

NOWnews今日新闻
- 輔仁大學改名鬼打牆？　在校生反彈：還我校名 （页面存档备份，存于）
- 輔大配合私校法更名　慈濟、明道有先例